# 도시 풍경선
《도시 풍경선》(중국어: 都市風景線)은 타이완의 작가인 류나어우의 유일한 소설집이다. 1930년 4월에 출간되었으며 상하이의 러브 스토리를 도시 분위기와 경관을 소재로 한 도시 문화 작품으로서 소설 《유희》(遊戲), 《풍경》(風景), 《흐름》(流), 《열정의 뼈》(熱情之骨), 《시간에 무감각한 두 남자》(兩個時間的不感症者), 《의전과 위생》(禮儀和衛生), 《잔류》(殘留), 《방정식》(方程式) 8편이 수록되어 있다.
과장된 필치로 남녀의 시간을 극화함으로써 현대 도시의 사치와 방종을 부각시켰다. 도시의 욕망과 그러한 물질 문화를 묘사한 이 소설집은 현대주의 문학의 기본 정신을 반영하여 고도로 발달된 사회에서의 현대적인 병폐에 대한 우려와 풍자를 담고 있다.

## 주요 작품
- 《유희》(遊戲): 자본가인 남자를 가진 여자가 부칭(步靑)이라는 또다른 남자와 데이트를 하고 성관계까지 한다.
- 《시간에 무감각한 두 남자》(兩個時間的不感症者): 경마장에 있던 여자는 남자 H와 먼저 데이트를 한 다음에 남자 T와도 데이트를 한다. 셋은 무도회장에 가서 춤을 추면서 놀지만 여자는 저녁 약속이 있다며 남자 H와 T를 버리고 가버린다.
- 《풍경》(風景): 기차에서 서로를 알게 된 란칭(燃靑)과 여사는 기차에서 내려 들판에서 성관계를 한 다음에 각자의 물건을 향해 달린다.
- 《방정식》(方程式): Y가 아내를 여의자 남자 Y의 고모는 그에게 A와 W를 소개시켜 주지만 불과 이틀 만에 S와 결혼하기로 결정한다.